# Save Tonight
Save Tonight is een nummer van de Zweedse rockmuzikant Eagle-Eye Cherry. Het is de eerste single van zijn debuutalbum Desireless uit 1998. Op 7 oktober 1997 werd het nummer eerst in Zweden op single uitgebracht. Op 31 maart 1998 volgden Europa, Australië, Nieuw-Zeeland, de VS en Canada.

## Achtergrond
De single werd wereldwijd een grote hit. In Eagle-Eye Cherry's thuisland Zweden werd de 2e positie behaald. In de VS werd de 5e positie behaald in de Billboard Hot 100, Canada de 9e, Australië de 20e, Nieuw-Zeeland de 35e, Duitsland de 18e, Oostenrijk de 17e, Zwitserland de 7e, de Eurochart Hot 100 de 8e, Ierland de 3e en in het Verenigd Koninkrijk de 6e positie in de UK Singles Chart.
In Nederland was de single in week 9 van 1998 de 260e Megahit op Radio 3FM en werd een hit. De single bereikte de 9e positie in de publieke hitlijst; destijds de Mega Top 100 op Radio 3FM en de 8e positie in de Nederlandse Top 40 op destijds Radio 538.
In België bereikte de single de 9e positie in zowel de Vlaamse Ultratop 50 als de Vlaamse Radio 2 Top 30 en in de Waalse Ultratop 50 de 27e positie.
MTV kent Cherry in 1998 drie awards toe: voor beste mannelijke artiest, beste nieuwkomer en beste video. Na "Save Tonight" heeft Cherry echter geen hits meer weten te scoren. In Nederland werd de videoclip destijds op televisie uitgezonden door TMF en door BNN in het popprogramma Top of the Pops op Nederland 2.
In de sinds december 1999 jaarlijks uitgezonden NPO Radio 2 Top 2000 van de Nederlandse publieke radiozender NPO Radio 2 stond de plaat van 2009 t/m 2017 in de lijst der lijsten genoteerd, met als hoogste notering een 1277e positie in 2014.

## NPO Radio 2 Top 2000
| Nummer met noteringen in de NPO Radio 2 Top 2000 | '09  | '10  | '11  | '12  | '13  | '14  | '15  | '16  | '17  |
| ------------------------------------------------ | ---- | ---- | ---- | ---- | ---- | ---- | ---- | ---- | ---- |
| Save Tonight                                     | 1797 | 1588 | 1367 | 1585 | 1548 | 1277 | 1534 | 1710 | 1992 |

1. ↑  Een vetgedrukt getal geeft de hoogste notering aan.
2. ↑  2009 was het eerste jaar met een notering voor dit nummer.
3. ↑  Deze tabel is bijgewerkt tot en met de laatste editie (2024).